# إليو فوكس
إليو فوكس (بالإنجليزية: Elio Fox)‏ هو لاعب بوكر أمريكي، ولد في 1986 في نيويورك في الولايات المتحدة.